# 魚蛋粉麵
鱼蛋粉麵又稱魚蛋粉或鱼蛋麵，是起源于廣東潮汕地区的一种系列特色美食，亦流行於香港。它以软糯的米粉（或桂林米粉）/河粉或细麵（银丝麵，全蛋麵）制成，并配以潮州魚蛋为主料，时常搭配牛肉牛筋丸，猪肉丸，鱼皮饺，炸魚皮，魚腐、時菜（油菜/生菜），紫菜，墨鱼丸，猪手，牛杂等其他配料。这些食材会在放入粉/麵之后一起加入高汤（可含有大地魚，猪骨等）煮熟，出品即具有浓郁口感。通常食店提供切碎的香菜，炸蒜粒和切碎的葱以使得此种汤粉更加美味，还可能有沙茶酱，辣椒醬，胡椒粉，魚露等调料可供选择。

## 菜式种类
餐馆通常提供两三种分量。有些餐馆还提供了“加料”的选项，可在原有菜式添加小份更多配料一起烹煮。

### 主要菜式
- 净鱼蛋粉/麵

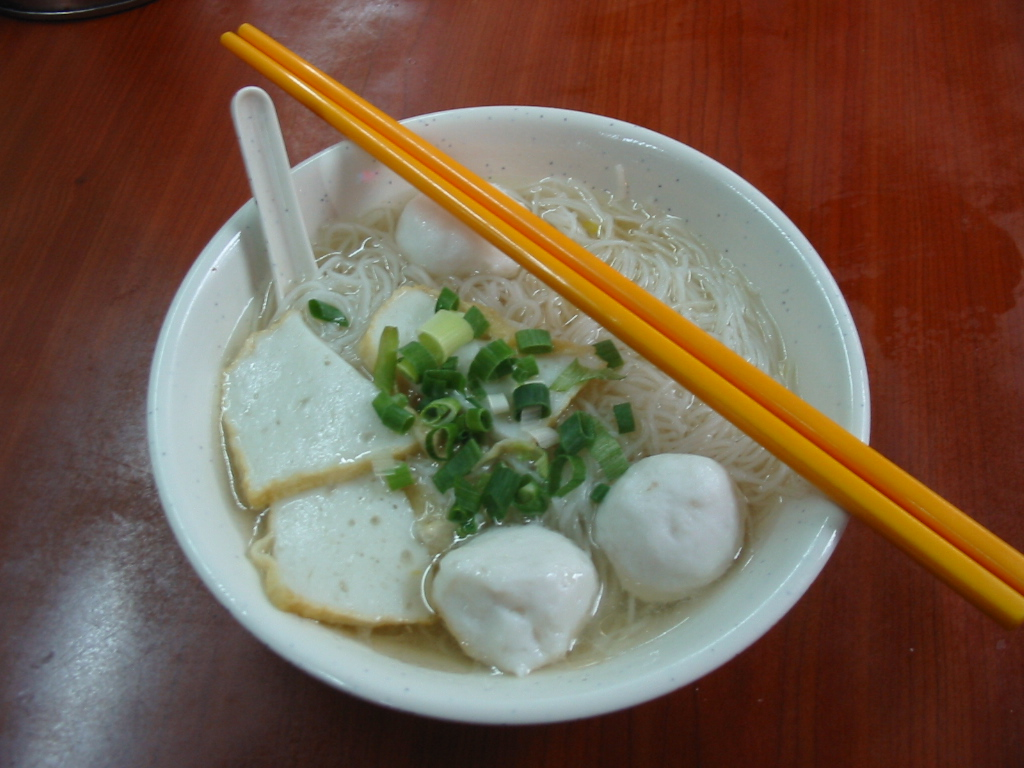
一碗魚蛋魚腐麵（細麵）

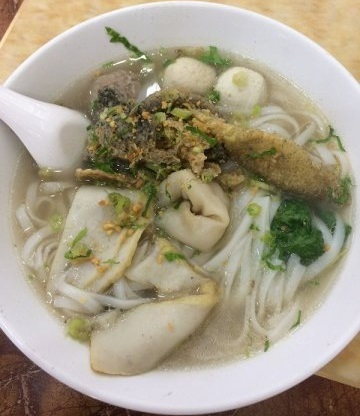
一碗五彩鱼蛋粉（河粉）

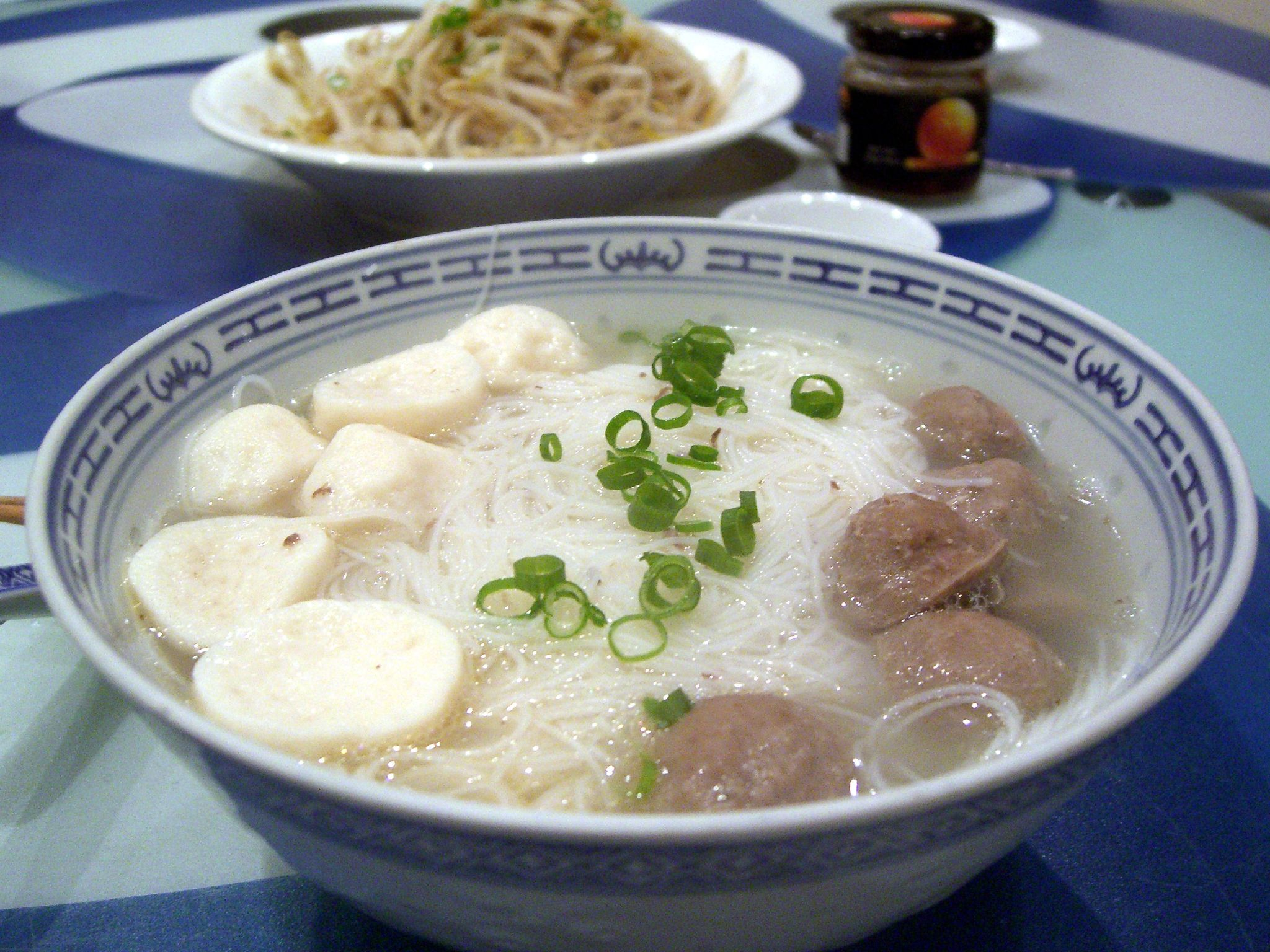
一碗魚蛋牛丸粉（細粉）

  - 该菜式简称“鱼蛋粉/麵”。狭义的“鱼蛋粉/麵”即为此菜式。
- 五彩鱼蛋粉/麵
  - 该菜式简称“鱼蛋粉/麵”。该菜式包含了鱼蛋，炸鱼皮，鱼皮饺，牛肉丸（牛筋丸），猪肉丸这四种基本配料，可能还有油菜。一些店家还提供了含有紫菜，猪手的“加料”版本。
- 鱼蛋杂锦粉/麵
  - 配菜包含了鱼蛋，猪肉丸，牛肉丸，牛筋丸，可能有鱼腐。
- 魚蛋牛丸粉/麵
  - 通常包含了等量的魚蛋和牛丸
- 鱼蛋鱼腐粉/麵

### 相关菜式
这些类似菜式的烹煮方法和鱼蛋粉麵同样，只是配料没有鱼蛋，但卖鱼蛋粉麵的食铺通常也会提供这些菜式，有的餐馆还提供云吞，煲仔饭，螺蛳粉等菜式。
- 净鱼皮饺粉/麵
- 双丸粉/麵
  - 该菜式的配菜通常是牛肉丸和猪肉丸，也有其他变种。
- 牛肉丸粉/麵
- 牛筋丸粉/麵
- 猪肉丸粉/麵
- 净鱼皮粉/麵
- 上汤净粉/麵
  - 所用高汤通常在同一家店与魚蛋粉麵相同。